# 劳斯莱斯遄达500
劳斯莱斯遄达500是一款高涵道比涡轮风扇发动机，是遄达发动机家族的一员。它衍生自劳斯莱斯遄达700和劳斯莱斯遄达800，应用于空中客车A340-500和-600型号上。

## 介绍
1995年，空客开始为A340的两种航程更远的型号——A340-500和A340-600寻找合适的发动机。使用在A340-200、-300上的发动机是由CFM国际制造的CFM56系列。然而CFM56系列由于自身潜力所限，无法为A340-500/-600提供动力。之后在1996年4月，空客与GE签署一项协议，由GE为A340-500/-600研制合适的发动机。不过当GE试图成为A340-500/-600唯一的发动机提供方的时候，空客取消了协议。在1997年6月15日的巴黎航展上，空客宣布，它将在A340-500/-600上采用遄达500系列发动机。
遄达500在1999年5月首次运转，在2000年12月取得适航证，在A340-600上首次投入使用的是2002年6月维珍航空订购的，而A340-500上则是2003年12月阿联酋航空订购的。在2009年1月，共有15个客户确定了它们购买的，139架装有遄达500系列发动机的A340。另外，汉莎航空是A340-500/-600最大的客户，又21架这种飞机正在使用中。
遄达500系列共有3个型号：遄达553、遄达556和遄达560。遄达553推力为53000磅（240千牛），安装在A340-500上。遄达556推力为56000磅（250千牛），安装在A340-500HGW和A340-600上。遄达560推力为60000磅（270千牛），安装在A340-600HGW上。遄达500系列有着和遄达700系列一样的宽弦风扇，使用着遄达800核心机的缩小版。

## 型號
遄達553
1998年2月取得適航證，額定起飛推力55,780lbf（248.1 kN）。安裝在A340-541上。
遄達556
1998年2月取得適航證，額定起飛推力58,462lbf（260.0 kN）。安裝在A340-542和A340-642上。
遄達560
2002年4月取得適航證，額定起飛推力61,902lbf（275.3 kN）。安裝在A340-643上。

## 参数（遄达556）
数据来源： 

### 概况
- 类型： 三转子高涵道比涡轮风扇发动机
- 长度： 155英寸(3.9米)
- 直径： 97.4英寸 (2.5米)
- 淨重： 10660磅(4835千克)

### 组件
- 压缩机： 单级风扇,，八级中压压气机，六级高压压气机
- 燃烧室： Tiled annular combustor with 20 fuel injectors
- 涡轮： 单级高压涡轮, 单级中压涡轮，五级低压涡轮

### 性能
- 最大推力： 56000磅(249千牛)
- 总压比： 36.3:1
- 旁通比： 7.6:1
- 燃料消耗率： 0.54 lb/lbf-hr (at cruise)
- 推重比： 5.25:1